# Lysandra hispana
Lysandra hispana (лат.) — дневная бабочка из семейства голубянок.

## Описание
Lysandra hispana — небольшая бабочка с выраженным половым диморфизмом: верхняя сторона крыльев самца имеет светлый серовато-жемчужно-голубой окрас, окаймлённый тёмно-серым на передних крыльях и серой субмаргинальной точкой на задних, а самка сверху коричневая, окаймленная серией оранжевых субмаргинальных лунок, которые лучше всего видны на задних крыльях, где они увенчаны тёмными маргинальными точками («глазками»).
Длина переднего крыла — 17 мм. У обоих полов крылья окаймлены белой каймой, перемежающейся мелкими коричневыми пятнами, как и у других видов рода Lysandra.
Нижняя сторона крыльев серая или серо-бежевая у самца и светло-коричневая у самки. Украшена несколькими сериями черных точек, окаймлённых белым, а также рядом оранжевых субмаргинальных лунок.

## Сходные виды
Имеет сильное сходство с другими видами рода Lysandra; в частности, её трудно отличить от голубянки коридон. У самца Lysandra hispana чёрные глазчатые пятна на нижней стороне крыльев в среднем крупнее, чем у L. coridon, а контраст между основным цветом нижней стороны задних крыльев и передних меньше2. Самки этих двух видов очень похожи.

## Распространение
Lysandra hispana распространена в юго-западной Европе: в восточной Испании (от Каталонии до Андалусии и Наварры), юго-восточной Франции и северо-западной Италии (Лигурия и северная Тоскана).
Вид встречается на сухих лугах и открытых болотах, как правило, на известковой почве (реже на кислой, как в массиве Морес). Встречается на высоте от 100 до 1 000 метров над уровнем моря (в то время как аналогичный вид Lysandra coridon может достигать гораздо больших высот).

## Биология
Развивается в двух поколениях, причём имаго наблюдаются в апреле-мае и снова с августа по начало октября. В этом отношении она отличается от Lysandra coridon, которая развивается в одном поколении в регионах совместного обитания двух видов и поэтому не наблюдается весной.
Основными кормовыми растениями гусениц являются Hippocrepis comosa, Hippocrepis glauca и Anthyllis gerardi.

## Гибридизация
Lysandra hispana иногда образует гибриды с Lysandra bellargus. Результат этого скрещивания, названный Lysandra petri, очень похож на Lysandra polonus, гибрид между Lysandra coridon и L. bellargus.

## Систематика
Таксон был впервые научно описан в 1851 году немецким энтомологом Готлибом Августом Геррихом-Шеффером как Lycaena corydon hispana. В настоящее время это отдельный вид под названием Lysandra hispana. Некоторые авторы также называют этот вид Polyommatus hispanus, Polyommatus hispana или Meleageria hispana.

## Подвиды
Было описано несколько подвидов, в том числе:
- Lysandra hispana hispana (Herrich-Schäffer, [1851])
- Lysandra hispana semperi (Agenjo, 1969) — Испания.
- Lysandra hispana gudarensis Aistleitner, 1989 — Испания.